# 베트남 공화국 육군

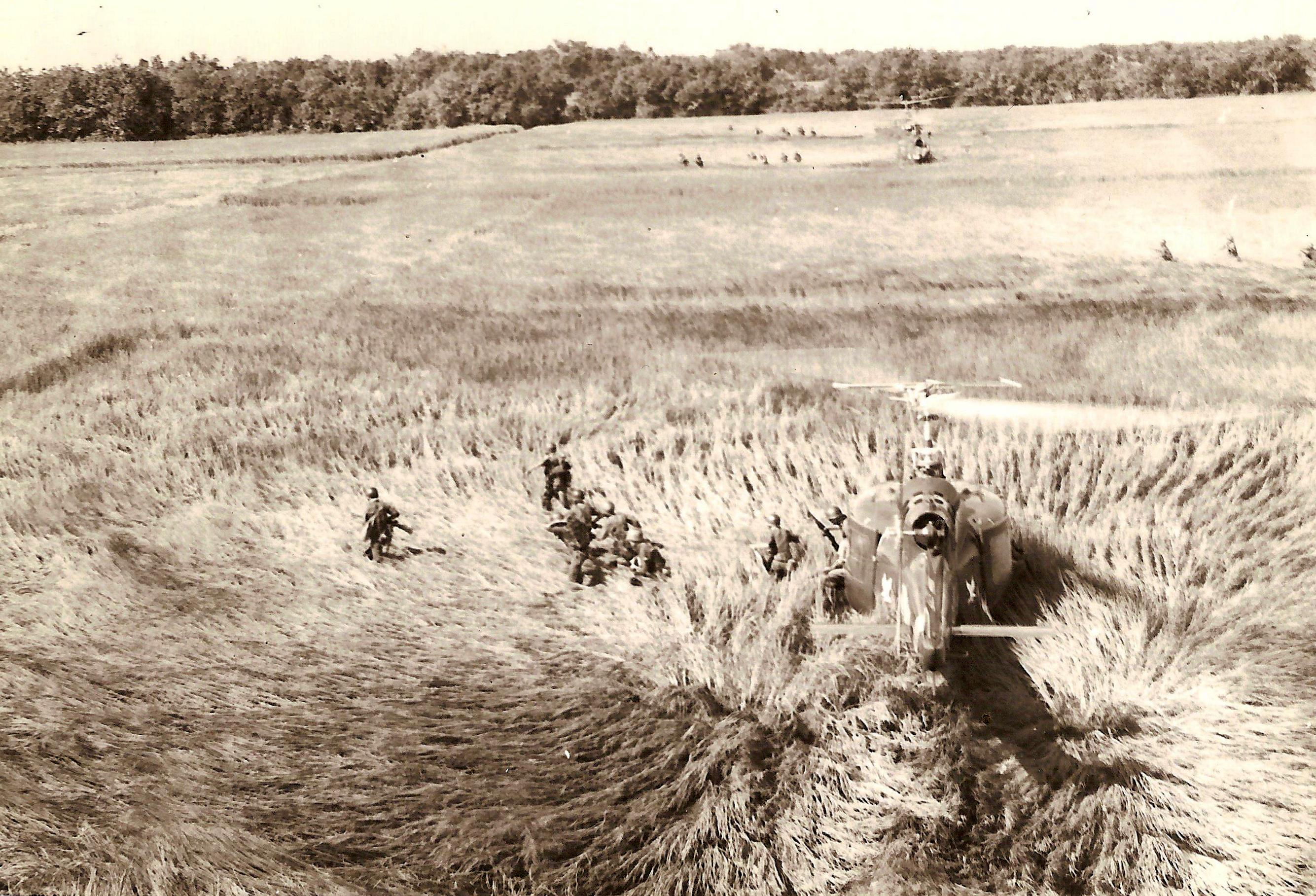
1965년, 베트남 공화국 육군의 작전

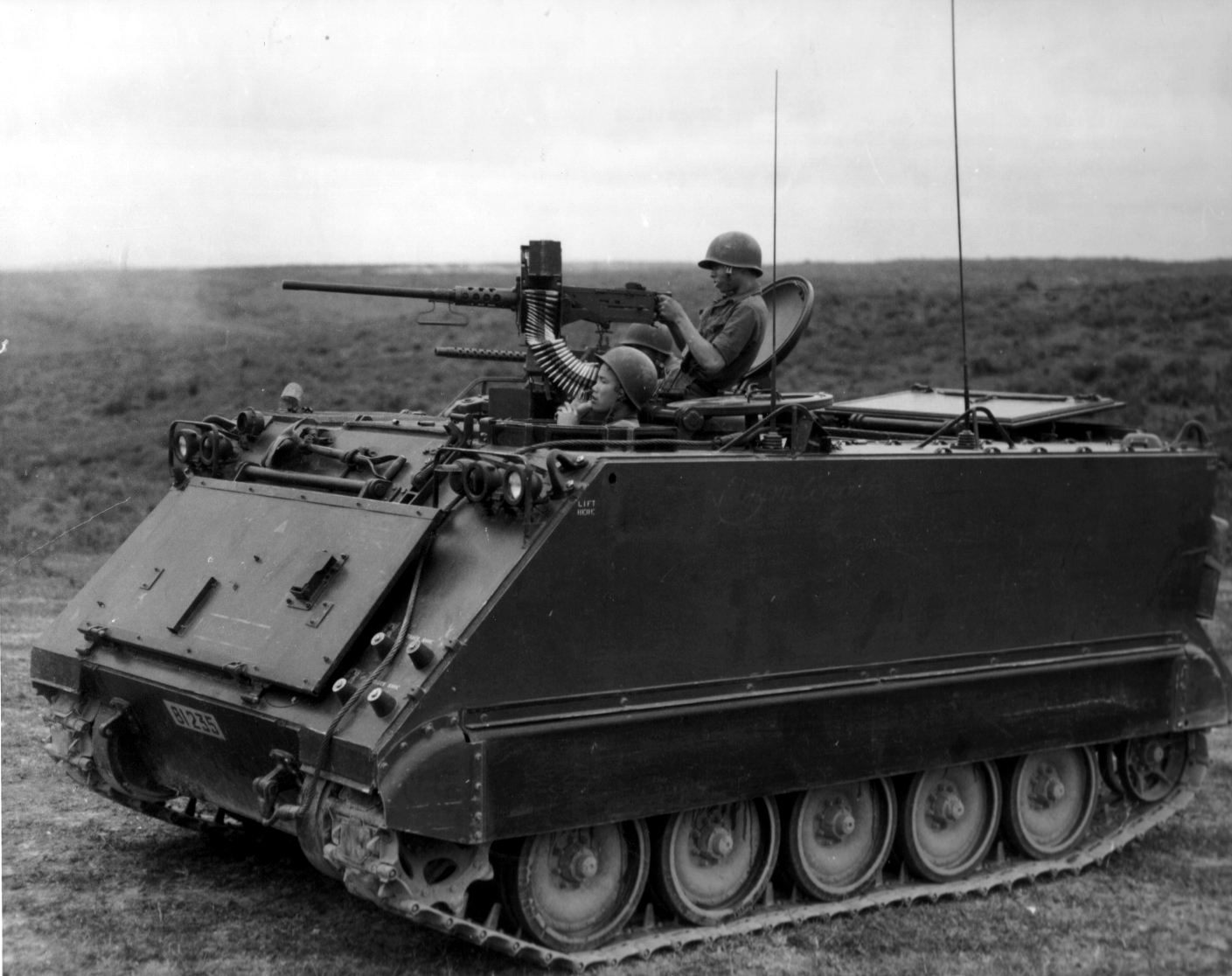
베트남 전쟁 당시 사용된 베트남 공화국 육군의 M113

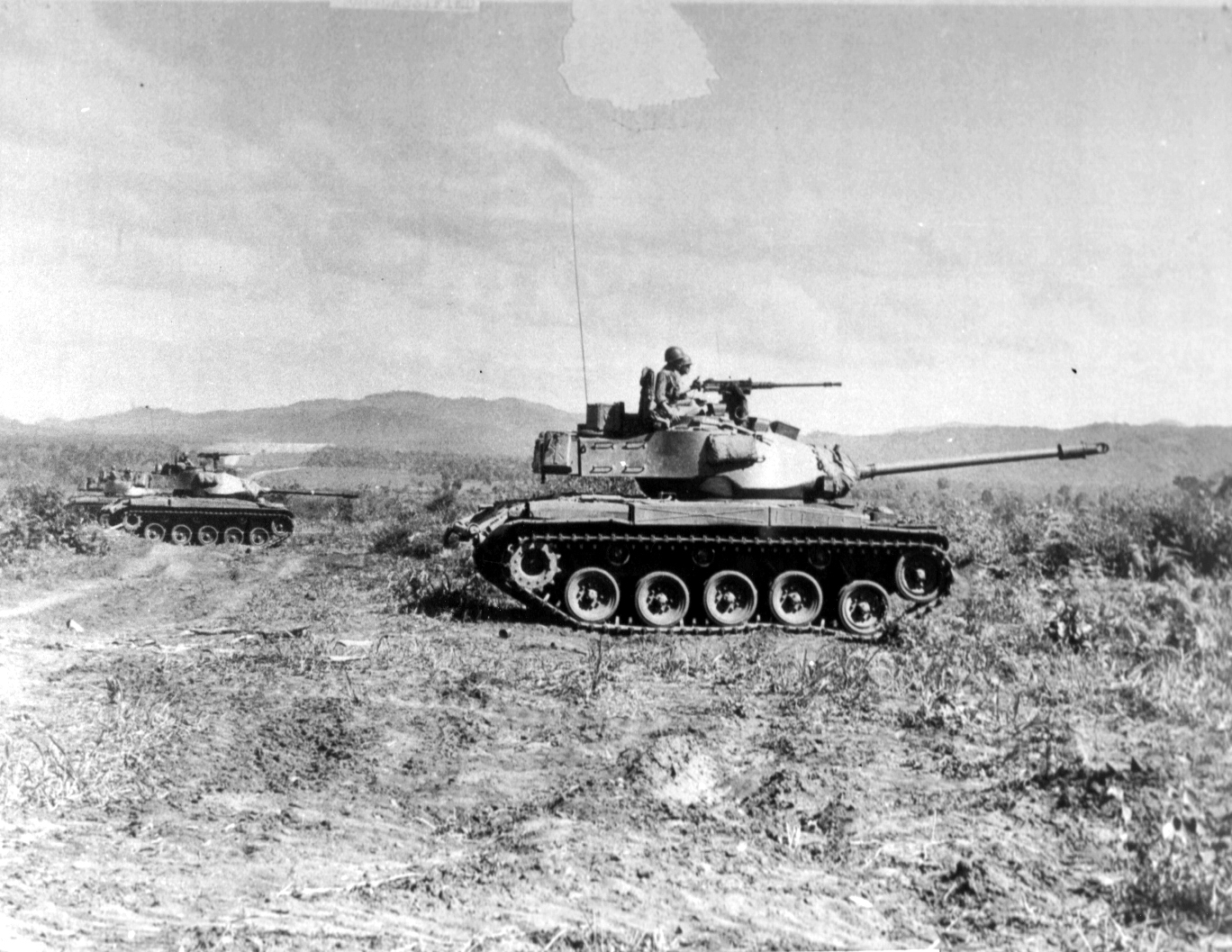
베트남 공화국 육군에 의해 사용된 M41 탱크

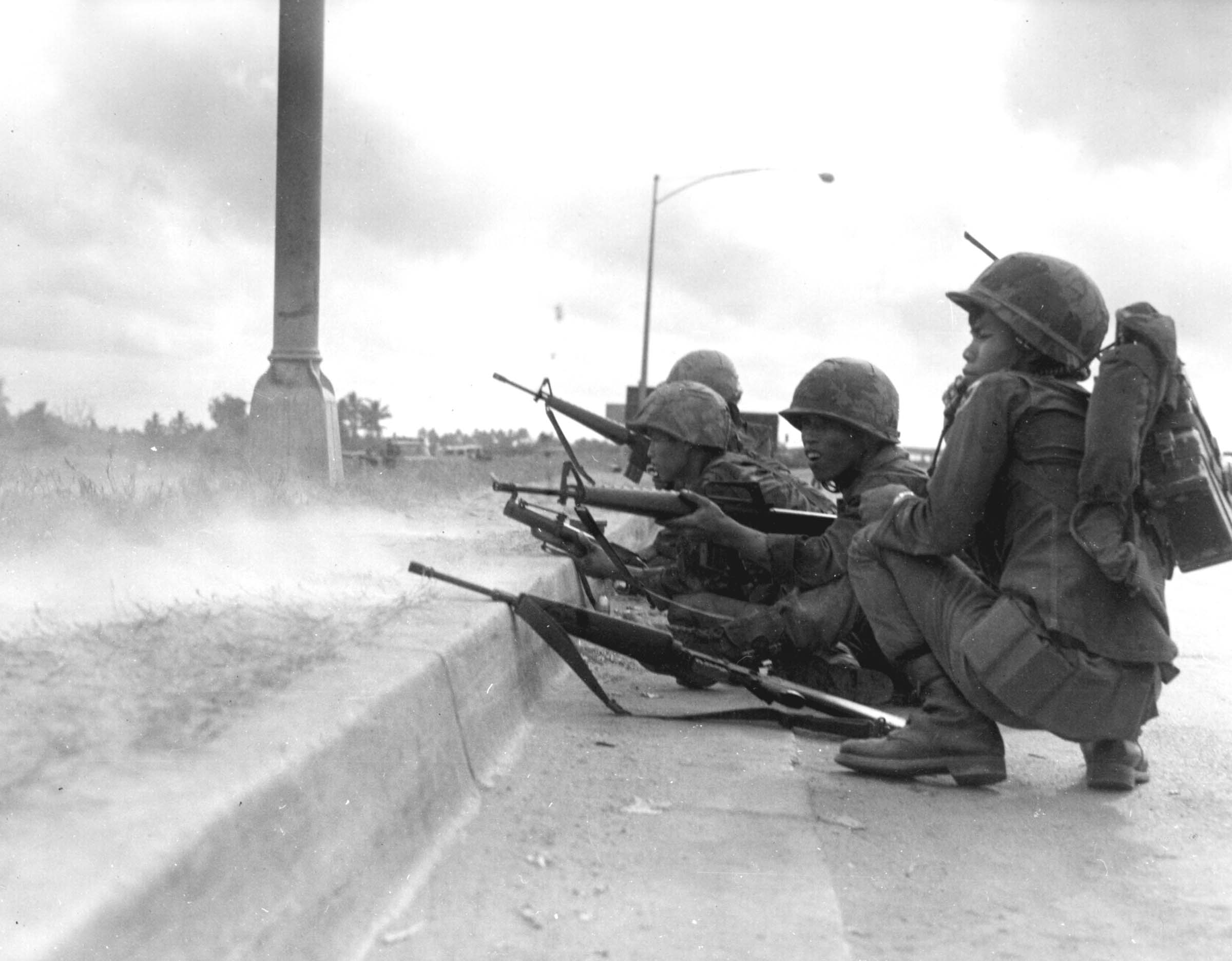
1968년 구정 대공세 당시 전투에 임했던 베트남 공화국 육군의 전사들

베트남 공화국 육군(베트남어: Lục quân Việt Nam Cộng hòa, 越南共和國陸軍, 영어: Army of the Republic of Vietnam (ARVN)), 주로 남베트남 육군(南越南陸軍 영어: South Vietnamese Army (SVA))으로도 잘 알려진 베트남 공화국의 육군이었다.
베트남 전쟁 1955년 12월 30일부터 1975년 4월 30일 사이공 함락을 끝으로 베트남 공화국군은 해체되었다. 존재 당시 세계에서 군사력이 강하다고 알려져 있었지만, 현실은 극심한 부정부패와 병사들의 사기도 최악이였으며 병사들이 받는거라고는 형편없이 적은 월급뿐이였다. 또한 미군에게 지원받은 장비들도 함부로 적국에게 팔아넘기기 일쑤였고 실력보다는 오로지 뇌물로만 통할 정도로 부패한 집단이였다. 때문에 간부들이 전부 극도로 부패하고 국가를 지킬 아무런 동기부여가 없는 남베트남 병사들은 전선에서 탈영을 하는 일이 대다수였고 미군에게 지원받아 뛰어난 장비를 가지고 있음에도 민병대인 베트콩에게 밀리기만 했으며, 심지어는 미군이 떠난 후에도 제대로 된 전투도 벌이지 못하고 대다수가 탈영하였다. 그후 사이공이 함락되어 남베트남의 장병들은 베트남 사회주의 공화국의 포로수용소로 수용되어 재교육을 받고 베트남 인민군에 편입하거나, 그전에 국외로 탈출하였다.

## 참고 자료
- “Timeline of Vietnam War 1975”. 《1st Battalion 50th Infantry Association》 (영어). 2020년 1월 5일에 확인함.
- Starry, Donn A. (1978). 《Mounted Combat in Vietnam》. Vietnam Studies (영어). Department of the Army.
- “A Brief Overview of the Vietnam National Army and the Republic of Vietnam Armed Forces (1952–1975)” (PDF) (영어). 2009년 3월 27일에 원본 문서 (PDF)에서 보존된 문서. 2009년 10월 10일에 확인함.
- Dunstan, Simon (1982). 《Vietnam Tracks-Armor in Battle》 (영어) 1982판. Osprey Publications. ISBN 0-89141-171-2.
- Mark, Moyar (2006년 10월). 《Triumph Forsaken: The Vietnam War, 1954–1965》 (영어). Cambridge University Press. ISBN 0-521-86911-0.
- Howard R., Simpson (1992년 8월). 《Tiger in the Barbed Wire: An American in Vietnam, 1952–1991》 (영어). Brassey's Inc. ISBN 0-7881-5148-7.
- Howard R., Simpson (1998). 《Bush Hat, Black Tie: adventures of a foreign service officer》 (영어). Brassey's Inc. ISBN 1-57488-154-X.
- 《Quân Sử 4: Quân lực Việt Nam Cộng Hòa trong giai-đoạn hình-thành: 1946–1955 (reprinted from the 1972 edition in Taiwan, DaiNam Publishing,   1977)》 (베트남어). AFRVN Military History Section, J-5, Strategic Planning and Policy.
- Spencer C., Tucker (2000). 《Encyclopedia of the Vietnam War》 (영어). Santa Barbara, California: ABC-CLIO. 526–533쪽. ISBN 978-0-87436-983-0.

## 같이 보기
- 베트남 공화국군
- 베트남 공화국 해군
- 베트남 공화국 공군
- 베트남 공화국 국가경찰